# Ivan Ravaioli
Ivan Ravaioli (Faenza, 1 november 1980) is een voormalig Italiaans wielrenner die ook actief was als baanrenner. Na een korte loopbaan als beroepsrenner is Ravaioli nog actief als amateur in Italië. Hij reed tijdens zijn carrière voor Mercatone Uno, Team Barloworld en Saunier Duval.
In 2003, zijn eerste jaar als prof, behaalt hij de belangrijkste overwinningen in zijn carrière als hij in de eerste en vijfde etappe van de Wielerweek van Lombardije als eerste over de streep komt. Hij mag dat jaar tevens meedoen aan de Ronde van Italië, als ploeggenoot van Marco Pantani, maar rijdt deze niet uit.

## Belangrijkste overwinningen

### Weg
2001
Circuito dell'Assunta
2002
Gran Premio Industria e Commercio di San Vendemiano
Giro del Canavese
2003
1e en 5e etappe Wielerweek van Lombardije

### Baan
| Jaar     | IK                                        | EK       | WK                   | Overig   |
| Junioren | Junioren                                  | Junioren | Junioren             | Junioren |
| -------- | ----------------------------------------- | -------- | -------------------- | -------- |
| 1997     |                                           |          | Ploegenachtervolging |          |
| Profs    |                                           |          |                      |          |
| 2004     | 1 km · Ploegenachtervolging · Puntenkoers |          |                      |          |

## Resultaten in voornaamste wedstrijden
| Jaar | Ronde van Italië | Ronde van Frankrijk | Ronde van Spanje |
| ---- | ---------------- | ------------------- | ---------------- |
| 2003 | buiten tijd      |                     |                  |
| 2004 |                  |                     |                  |
| 2005 |                  |                     |                  |

| Jaar | Milaan-San Remo |
| ---- | --------------- |
| 2003 |                 |
| 2004 | 140e            |
| 2005 |                 |

## Ploegen
- 2003 –  Mercatone Uno-Scanavino
- 2004 –  Barloworld-Androni Giocattoli
- 2005 –  Saunier Duval-Prodir